# Laurene Powell Jobs
Laurene Powell Jobs (West Milford, Nova Jérsei, 6 de novembro de 1963) é uma executiva de negócios estadunidense, fundadora e presidente do Emerson College, uma organização que concentra no uso do empreendorismo para avançar na reforma social e ajudar alunos com poucos recursos. Também é co-fundadora e presidente do Conselho da Faculdade de Track, um programa de conclusão da faculdade sem fins lucrativos. Ela reside em Palo Alto, Califórnia, com seus três filhos.
Após concluir o ensino médio, Laurene se matriculou na Escola de Artes e Ciências da Universidade da Pensilvânia, onde cursou Ciência Política. Ela obteve seu diploma de graduação na década de 80. Além disso, na esfera acadêmica, a executiva também conquistou um bacharelado em Economia na Wharton School, que faz parte da Universidade da Pensilvânia. Nos primeiros anos da década de 90, ela completou seu MBA na Escola de Negócios da Universidade de Stanford.
É a viúva de Steve Jobs, co-fundador e ex-CEO da Apple e controla o Steve Paul Jobs Trust, agora conhecido como Laurene Powell Jobs Trust, que detém cerca de 130,6 milhões de ações ou 7,69 % da participação da The Walt Disney Company, tornando-a a maior acionista. Também detém cerca de 38,5 milhões de ações da empresa de tecnologia Apple. No ano de 2012 foi classificada pela revista americana de negócios Forbes com uma fortuna de 9 bilhões de dólares, no ano seguinte de 2013 ela estava na posição 98 com uma fortuna de 10,7 bilhões. Em 2014, a fortuna era de 14 bilhões de dólares na posição 73 e em março de 2015 foi classificada com uma fortuna de 19,5 bilhões, sendo a 45.ª pessoa mais rica do mundo e a 6.ª mulher mais rica do mundo. A revista americana também a classificou como a 39.ª mais poderosa do mundo em 2013 e a 29.ª em 2014. No mesmo ano foi colocada na posição 28.ª na Forbes 400 com uma fortuna estimada em 16,6 bilhões de dólares.

## Morte de Steve Jobs
Em 5 de outubro de 2011, o marido de Laurene Powell Jobs, Steve Jobs, morreu devido a complicações de uma recidiva de carcinoma neuroendócrino de pâncreas (uma forma mais rara de câncer que afeta este órgão), com 56 anos de idade. Laurene Powell Jobs herdou o Steve Paul Jobs Trust, que a partir de maio de 2013 teve uma participação de 7,69 % na The Walt Disney Company e 38,5 milhões de ações da Apple.